# Невероятный мастер кунг-фу
«Невероятный мастер кунг-фу» (кит. 醒目仔蠱惑招, англ. The Incredible Kung-Fu Master) — гонконгский фильм с боевыми искусствами режиссёра Джо Чёна, вышедший в 1979 году.

## Сюжет
Два брата, Ли Чхиньфэй, учитель вин-чунь, и Ли Чхиньпан, учитель стиля Пяти Животных, сталкиваются с местным хулиганом, Ён Ваем. Вместе, используя свои стили кунг-фу, братья побеждают Вая, а затем их хвалят жители города. Позже, когда жители обсуждают, кто является лучшим бойцом из двух, братья становятся непримиримыми соперниками и открывают собственные школы боевых искусств. Затем богатый человек, Чхинь Фун, нанимает этих братьев, чтобы те обучали двух его сыновей, косоглазого Большого Пса и Маленького Пса. Большой Пёс становится учеником Чхиньфэя, а Маленький — Чхиньпана. Между тем, местный молодой фанат кунг-фу, Сэй Лэнчай, пытается изобрести свой собственный стиль и становится другом странствующего винодела Фэй Чая, мастера боевых искусств. Чай советует Лэнчаю изучить каждый стиль кунг-фу, который сможет, и Лэнчай начинает обучаться у Чая, Чхиньфэя и Чхиньпана. Позже выясняется, что Вай, на самом деле, был учеником Чхиня, и Чхинь послал своих ненастоящих сыновей к братьям учиться, чтобы изучить их стили лично. Чхинь хочет искалечить братьев, чтобы отомстить за поражение Вая. Во время драки Сэй Лэнчай приходит на помощь, и братья в конце концов мирятся. Лэнчай убивает Чхиня. Прибывает Вай, чтобы победить и схватить Лэнчая, а Фэй Чай приходит на помощь и убивает Вая.

## В ролях
| Актёр       | Роль          |
| ----------- | ------------- |
| Саммо Хун   | Фэй Чай       |
| Стивен Тун  | Сэй Лэнчай    |
| Сесилия Вон | Чхин Чхин     |
| Филлип Ко   | Чхинь Фун     |
| Лэй Хойсан  | Ён Вай        |
| Ман Хой     | Хой           |
| Эдди Сун    | Большой Пёс   |
| Чун Фат     | Маленький Пёс |
| Хуан Ха     | Ли Чхиньфэй   |
| Чань Лун    | Ли Чхиньпан   |
| Остин Вай   | Непобедимый   |

## Съёмочная группа
- Компания: First Film Organisation Ltd., H.K. Wei Kuen Film Co.
- Продюсер: Вон Хой, Джо Чён[кит.]
- Режиссёр и сценарист: Джо Чён
- Ассистент режиссёра: Вон Хун
- Постановка боевых сцен: Ассоциация каскадёров Саммо Хуна, Лён Каянь, Юань Бяо, Лам Чинъин, Билли Чань
- Художник: Джонатан Тин
- Монтажёр: Марко Мак
- Грим: Ло Лайкюнь
- Оператор: Рики Лау, Лау Куньчиу

## Восприятие
Борис Хохлов оценил картину в 4 звезды из 5: 
Да, это всё равно клон всё того же «Пьяного мастера», но клон настолько удачный и обаятельный, что на вторичность можно (и нужно) махнуть рукой.

Эндрю Сароч поставил фильму 3,5 звезды из 5: 
«Невероятный мастер кунг-фу», конечно же, не входит в число лучших фильмов кунг-фу, когда-либо созданных, но в нём есть достаточно приятного экшена, чтобы сделать просмотр стоящим